# Flûme
Flûme – rzeka we Francji, przepływająca przez tereny departamentów Ille-et-Vilaine, o długości 33,9 km. Stanowi prawy dopływ rzeki Vilaine.